# Darryl Morsell
Darryl Morsell (Baltimora, 18 febbraio 1999) è un cestista statunitense.